# Marcelo Valle Silveira Mello
Marcelo Valle Silveira Mello (Brasília, 9 de agosto de 1985) é um cracker brasileiro preso nas operações Intolerância e Bravata da Polícia Federal por crimes tais como racismo, ameaças terroristas, divulgação de pornografia infantil, incitar a violência contra negros, homossexuais, mulheres, nordestinos e judeus, pregar o abuso sexual contra crianças e planejar o assassinato de alunos do curso de Ciências Sociais da Universidade de Brasília (UnB). Marcelo cumpre pena na Penitenciária Federal de Campo Grande e deverá passar por avaliação neuropsicológica, segundo determinação da 14ª Vara Federal de Curitiba. Em 2009, se tornou a primeira pessoa a ser condenada por racismo na internet no Brasil.
Marcelo ingressou na UnB, após passar no vestibular para o curso de Letras, em 2005, e na Universidade Católica de Brasília (UCB), em 2006, onde se formou em Ciência da Computação. A trajetória criminosa de Mello teve início em 2005, quando ele publicou uma sequência de ofensas contra negros em um fórum da UnB, no site de relacionamentos Orkut. Por meio da internet, Mello fazia comentários pejorativos sobre os colegas aprovados por meio do sistema de cotas. Foi processado e condenado, em 2009, a um ano e dois meses de prisão, sendo o primeiro condenado no Brasil por racismo no universo digital.
Nos anos seguintes, Marcelo aprofundou seu arsenal de ofensas e ampliou o leque das vítimas. Distribuía ameaças de morte e, aos poucos, passou a concentrar suas mensagens no site "Silvio Koerich", motivador da prisão na Operação Intolerância da Polícia Federal. Até então ele mudava frequentemente o veículo usado para divulgar suas ideias, o que dificultava o rastreamento. Passou a fazer intimidações diretas e as ameaças de morte citavam aspectos da vida pessoal das vítimas, inclusive dos filhos. Após um ano e seis meses detido no Paraná, ganhou o direito de cumprir pena em liberdade. Mello voltou a cometer crimes, desta vez no fórum "Dogolachan". Em 2018, foi preso pela Operação Bravata da PF e foi condenado a 41 anos, 6 meses e 20 dias de prisão por racismo, coação no curso do processo, associação criminosa, incitação ao cometimento de crimes, divulgação e disponibilização de imagens de pornografia infantil e terrorismo cometidos na internet. Mais tarde o Tribunal Regional Federal da 4ª Região reduziu a pena para 11 anos de detenção em regime fechado. Marcelo é apontado como grande incentivador de cometimento de crimes ainda mais graves por parte de terceiros, como homicídios, feminicídios e terrorismo.
Em 2021, o Tribunal Regional Federal da 4ª Região (TRF-4) negou um habeas corpus em favor de Marcelo Valle Silveira Mello. Seu advogado requereu no habeas corpus a progressão de regime, para que fosse transferido para uma unidade prisional adequada ao regime semiaberto. Caso o pedido liminar não fosse aceito, ele requisitou, subsidiariamente, o retorno provisório ao Complexo Médico Penal de Curitiba, local onde ficou preso inicialmente.

## Juventude
Marcelo Valle Silveira Mello nasceu em 1985, em uma família de classe média alta de Brasília. Ele é filho único e seu pai morreu quando ele era bebê. A mãe, servidora pública, trabalhou no Serviço Federal de Processamento de Dados (Serpro), tendo sido lotada no gabinete da Presidência da República. Afastada do emprego por conta de problemas psiquiátricos, deixou a criação do filho para a avó materna dele.
Em 25 anos na capital, Marcelo morou em alguns dos melhores endereços da cidade, como a Asa Sul. Introvertido, nunca foi de fazer amigos, alegou ter sofrido bullying na escola e, desde cedo, odiar mulheres, negros, LGBTs, nordestinos, políticos e militantes de esquerda.

## Carreira criminosa

### Cracker
Por volta de 2005, Mello criou comunidades no Orkut e fez amizades e contatos com homens misóginos e racistas de extrema-direita, tornando-se uma liderança em tais grupos. Em 2009 tornou-se o primeiro condenado no Brasil por racismo no universo digital. Ele costumava fazer campanha contra as cotas raciais e publicava conteúdo racista na internet, deixando evidente seu ódio a negros. Neste período ele cursava letras, com ênfase em japonês, na Universidade de Brasília.
Ele também atacava as mulheres da UnB, em especial as negras e as lésbicas. Denunciado por colegas e docentes, deixou a instituição para cursar computação na Universidade Católica de Brasília. Mesmo condenado a um ano e dois meses de prisão, continuou em liberdade graças a recursos dos seus advogados, que alegavam insanidade do cliente.

### Pornografia infantil, estupro e massacre de Realengo
Em 2011, já como um cracker respeitado no submundo da internet, Mello se mudou para Curitiba, onde passou a cursar Direito na PUCPR. Em um dos sites que administrava, o "Silvio Koerich" (uma paródia de outro site de mesmo nome, que era um pseudônimo do criador), internautas comemoraram a ação do atirador Wellington Menezes de Oliveira no Massacre de Realengo. Menezes atirou nas meninas para matar e nos meninos para ferir, o que foi exaltado na página de Mello, onde Menezes era tratado como "herói".
O site saiu do ar quando a Polícia Civil começou a realizar diligências de busca e apreensão para investigar o atentado de Realengo, mas voltou em agosto de 2011, quando passou a defender a legalização do estupro e da pedofilia, além do "estupro corretivo" para lésbicas. A página exibia publicações com títulos como "seja homem: mate uma mulher hoje", anunciou um atentado no prédio de Ciências Sociais da UnB para "matar vadias e esquerdistas" e oferecia recompensa a quem matasse o então deputado Jean Wyllys, homossexual declarado, e Lola Aronovich, autora de um blog feminista e professora na Universidade Federal do Ceará.

### Operação Intolerância
Mello foi preso durante a Operação Intolerância, deflagrada pela Polícia Federal (PF) em 22 de março de 2012, após a Polícia Federal receber quase 70 mil denúncias e conduzir uma investigação ao longo de quatro meses. As investigações foram conduzidas pelo Núcleo de Repressão aos Crimes Cibernéticos, unidade especializada da PF, que prendeu, além de Mello, Emerson Eduardo Rodrigues, por serem responsáveis pelas postagens de conteúdo discriminatório no site "Silvio Koerich", que incitava a violência contra negros, homossexuais, mulheres, nordestinos e judeus, além pregar o abuso sexual contra menores.
A Justiça Federal autorizou o cumprimento de mandados de busca e apreensão nas residências e locais de trabalho dos criminosos. A Polícia Federal encontrou na casa de Emerson (em Curitiba) e de Marcelo (em Brasília) o mapa de uma casa no Lago Sul usada por alunos da Universidade de Brasília. Segundo a Polícia Federal, a dupla planejava matar os estudantes. De acordo com o mandado de prisão preventiva, a liberdade dos réus Emerson e Marcelo seria atentatória à ordem pública. Na conta bancária de Mello havia 440 mil reais depositados pela mãe.
A Justiça condenou Mello a seis anos e sete meses de prisão em regime semiaberto, pelos crimes de indução à discriminação ou preconceito de raça, incitação à prática de crime e publicação de vídeos e fotografias de crianças e adolescentes em cenas de sexo. Ele integrava uma comunidade de pedófilos.
Para a Polícia Federal, Emerson Eduardo Rodrigues seria o principal responsável pelo conteúdo do site "Silvio Koerich". O técnico de informática seria agressivo e violento, e autor da maior parte das publicações do endereço na web, que defendia a morte de mulheres que mantivessem relações sexuais com negros, o assassinato de homossexuais, o estupro coletivo de lésbicas e o abuso sexual contra menores de idade.

### Recrutamento de extremistas
Marcelo recrutava extremistas dispostos a promover um massacre a estudantes da Universidade de Brasília (UnB). Investigadores da Polícia Federal descobriram que Marcelo planejava os últimos detalhes do ataque aos estudantes. Em várias mensagens divulgadas na internet, Marcelo convocava seguidores a pegar em armas. Os alvos seriam os alunos do curso de Ciências Sociais. As ameaças levaram os agentes a deflagrarem a Operação Intolerância, que também colocou atrás das grades Emerson Eduardo Rodrigues. "Pelo que se desenhava, eles estavam procurando pessoas habilitadas a morrer por essa causa doentia", afirmou o delegado responsável pelas investigações, chefe do Núcleo de Repressão a Crimes Cibernéticos (NRCC), unidade de elite da Polícia Federal no Paraná.

### Operação Bravata
Após um ano e seis meses detido no Paraná, ganhou o direito de cumprir pena em liberdade. Mello então voltou a criar páginas criminosas na internet. Entre elas, o blog "Tio Astolfo" (que fazia apologia ao estupro de mulheres) e o "Dogolachan", onde utilizava os apelidos como "Psy" e "Batoré" e que só é acessível pela rede Tor. Ele também mantinha um perfil no Twitter com seu nome e foto, onde escrevia ameaças. Em 2015, uma equipe do programa Profissão Repórter, da TV Globo, tentou entrevistar Mello, porém ele se recusou a responder perguntas. Em 10 de maio de 2018, Mello foi preso novamente durante a "Operação Bravata" da PF. Marcelo é acusado ainda de criar os blogs "Realidade", "Homens de Bem", "Reis do Camarote", "PUAHate", "Filosofia do Estupro" e "Rio de Nojeira".
Mello recebeu pena de 41 anos, 6 meses e 20 dias de prisão por racismo, coação, associação criminosa, incitação ao cometimento de crimes, divulgação de imagens de pornografia infantil e terrorismo cometidos na internet. A decisão do juiz federal Marcos Josegrei da Silva, da 14ª Vara da Justiça Federal de Curitiba, também o condena a pagar 1 milhão de reais como reparação de danos e 678 dias-multa (no valor de um décimo do salário mínimo vigente em dezembro de 2016). O valor da reparação de danos, segundo o despacho, será destinado a programas de combate aos crimes cibernéticos e programas educativos da área. O magistrado considera "inequívoca" a periculosidade de Marcelo. "Solto, ele pode ser uma verdadeira ameaça à ordem social. Não só na condição de autor de delitos como na divulgação de imagens de pornografia infantil e racismo, mas também como grande incentivador de cometimento de crimes ainda mais graves por parte de terceiros, como homicídios, feminicídios e terrorismo."
Ao fixar a reparação de danos de R$ 1 milhão e ao pagamento de 678 dias-multa (no valor de um décimo do salário mínimo vigente em dezembro de 2016), o juiz afirmou que, mesmo já tendo sido condenado uma vez, "o réu não só voltou a praticar delitos da mesma natureza (racismo e divulgação de imagens de pedofilia) como outros até piores do que aqueles objeto da condenação anterior, demonstrando que a pena corporal não é suficiente."

### Massacre de Suzano
A Polícia Civil do Estado de São Paulo também investiga o "Dogolachan" por causa do massacre de Suzano. Segundo investigadores, Guilherme Taucci Monteiro e Luiz Henrique de Castro, atiradores que mataram nove pessoas e depois se suicidaram na Escola Raul Brasil, usaram o Dogolachan para coletar dicas para a realização do ataque, que foi celebrado pelos integrantes do fórum.
Uma semana antes do massacre, um dos atiradores teria publicado um agradecimento ao administrador do site "Dogolachan", conhecido como "DPR". "Muito obrigado pelos conselhos e orientações, DPR. Esperamos do fundo dos nossos corações não cometer esse ato em vão. (...) Nascemos falhos, mas partiremos como heróis. (...) Ficamos espantados com a qualidade, digna de filmes de Hollywood", diz a mensagem. Numa mensagem cuja captura de tela foi publicada logo após as notícias do massacre, o administrador deu detalhes de como ajudou os dois atiradores a conseguirem armas, além de descrever Guilherme como "um bom garoto que acabou descobrindo da pior forma possível que brincadeiras podem se tornar pesadelos reais". Mais tarde, DPR, o administrador, descreveu trocas de e-mails com Luiz, que teria interesse em comprar uma arma com facilidade e que também foi apresentado a Guilherme por Luiz.

### Ameaças ao Supremo Tribunal Federal
Em 2020, a Polícia Federal acusou a célula terrorista "Unidade Realengo Marcelo do Valle" de planejar um ataque a ministros do Supremo Tribunal Federal (STF). O nome trata-se de uma referência ao Massacre de Realengo e a Marcelo Valle Silveira Mello. Todos os ministros do STF foram alertados pelo presidente da corte, Dias Toffoli, para que reforçassem sua segurança. O aviso se dá após descoberta, pela PF, de que integrantes da célula terrorista trocavam mensagens sobre as rotinas dos ministros da corte.
Segundo a organização não governamental Safernet, que atua na defesa dos direitos humanos na internet, o grupo "deve ser levado a sério" pois tem ligação com incels (corruptela originada do inglês para "celibatários involuntários"). "O grupo se revoltou muito após a prisão de Marcelo e as ameaças passaram a se dirigir ao judiciário", diz a ONG.
O juiz federal Marcos Josegrei da Silva, autor da sentença contra Mello, passou a ser ameaçado. O grupo também estaria por trás de uma tentativa de ataque ao ex-deputado federal Jean Wyllys, que renunciou ao mandato e deixou o país. "Eles mapearam qual o equipamento de raio-x que havia na Câmara dos Deputados para testar se um taco de beisebol passaria dentro de um tubo para carregar um banner", disse uma fonte ligada à Safernet.

### Ameaças ao ex-deputado Jean Wyllys
Em 2019, Jean Wyllys anunciou ter desistido de assumir o terceiro mandato como deputado federal pelo estado do Rio de Janeiro, garantido nas eleições de 2018, e que deixaria de viver no Brasil, dedicando-se à carreira acadêmica. Desde o assassinato da vereadora Marielle Franco, Jean Wyllys vive sob escolta policial. De acordo com suas declarações à Folha de S.Paulo, "as intensificações de ameaças de mortes, recorrentes antes mesmo da execução de Marielle, e a atuação da milícia no estado, o levaram a tomar a decisão". O Ministério da Justiça declarou em nota que foram instaurados diversos inquéritos pela Polícia Federal para apurar as ameaças ao ex-deputado federal Jean Wyllys e que já identificou um dos autores, Marcelo Valle Silveira Mello, preso desde maio de 2018 na Operação Bravata da Polícia Federal.
O Núcleo de Direitos Humanos do Ministério Público do Distrito Federal e dos Territórios (MPDFT) denunciou Marcelo pelos crimes de coação no curso do processo, injúria qualificada pela raça e origem e ameaça, já que o intuito era intimidar o então deputado federal Jean Wyllys em processo no qual foi chamado a intervir na condição de testemunha de acusação.
A Justiça do Distrito Federal determinou a audiência de instrução para ouvir Marcelo e o ex-deputado federal Jean Wyllys. A audiência estava marcada para ocorrer em agosto de 2022. Marcelo foi absolvido das acusações de injúria e ameaça.

### BolsoCoin
Marcelo Valle Silveira Mello é o criador da criptomoeda BolsoCoin, cujo nome vem de Jair Bolsonaro. Ela é um fork da Litecoin e, desde o seu lançamento, está intimamente ligada ao "Dogolachan". A moeda é utilizada em fóruns anônimos na rede Tor como forma de pagamento para atividades chamadas de doxxing e swatting. A primeira diz respeito ao roubo de dados privados e sua transmissão a outras pessoas e a segunda é usada para uma espécie de trote a serviços de emergência. O objetivo da primeira é chantagear a pessoa, enquanto a segunda pretende apenas constranger a vítima. A moeda, disponível na plataforma GitHub, foi criada pelo usuário psyclon, que se identifica em sua página como Marcelo Mello. Uma reportagem do jornal Correio Braziliense informa que trata-se de Marcelo Valle Silveira Mello.

### Ligação com neonazistas
Marcelo e Emerson Eduardo Rodrigues são suspeitos de integrar grupos neonazistas que atuam em Brasília e em Curitiba desde 1982. Emerson também é suspeito de envolvimento com homicídios cometidos em Curitiba. A Polícia Federal já recebeu informações da participação de Marcelo e Emerson nesses assassinatos, que teriam motivação racista e estavam sem autoria conhecida. Emerson também é suspeito de diversas agressões contra a esposa..

### Tentativa de incriminar pessoas inocentes
Marcelo tentou incriminar diversas pessoas inocentes em seus blogs e mensagens de e-mail, como o youtuber Izzy Nobre, o ex-estudante de química Cauê Felchar, o analista de sistemas Ricardo Wagner Arouxa, a professora Lola Aronovich e seu ex-comparsa Emerson Eduardo Rodrigues, que brigou com Marcelo depois de sair da cadeia, entre outros. Marcelo usou a identidade falsa de seus desafetos com o objetivo de direcionar as investigações, inquéritos e indiciamentos da Polícia Federal e da Polícia Civil para eles, gerando transtornos e constrangimentos para seus inimigos, que tiveram que comparecer à delegacias de polícia para prestar esclarecimentos ou para registrar boletins de ocorrência contra o Marcelo, como Lola Aronovich, que entre janeiro de 2012 e abril de 2017 registrou onze boletins de ocorrência contra Marcelo Valle Silveira Mello e sua quadrilha por crimes de ódio.
Marcelo também se servia da identidade de Emerson Eduardo Rodrigues para fazer ameaças ao ex-deputado federal Jean Wyllys e era membro de um grupo de incels autointitulado "Homens Sanctos".
As mensagens de e-mail e textos nos blogs de Marcelo tinham conteúdo racista, misógino, homofóbico, transfóbico, xenófobo, preconceituoso, ameaçador e faziam apologia de crimes violentos como feminicídio e estupro.
Marcelo tinha por hábito denunciar às autoridades postagens anônimas que ele mesmo produzia, na tentativa de se manter acima de qualquer suspeita.

### Invasão de webnários
Mesmo preso Marcelo e seu grupo continuam praticando crimes pela internet. Uma modalidade desses crimes é a invasão de webnários de universidades, que se tornaram comuns durante a pandemia do coronavírus, na qual os invasores interrompem palestras de professores sobre racismo, homofobia e feminismo com discursos de ódio e imagens de pornografia infantil. Em 2022 um grupo de hackers invadiu a Conferência Municipal de Promoção da Igualdade Racial, em Divinópolis, com símbolos nazistas, saudações a Adolf Hitler, vídeos de conteúdo pornográfico e músicas de baixo calão.

### Ameaças a professores, escolas e políticos de esquerda
Mesmo preso, a quadrilha liderada por Marcelo continua fazendo ameaças à professora Lola Aronovich através de mensagens de e-mail e telefonemas, além de apoiar o assassinato de mulheres em chans na deep web. Lola é alvo frequente de ameaças por ter denunciado e registrado boletins de ocorrência contra Marcelo e por monitorar o fórum "Dogolachan".[carece de fontes?]
Marcelo e sua quadrilha também ameaçaram a vereadora de Belo Horizonte Duda Salabert, que em razão das ameaças foi demitida do Colégio Bernoulli onde trabalhava como professora de literatura. Duda Salabert é transexual e filiada ao Partido Democrático Trabalhista (PDT).
Marcelo e sua quadrilha fizeram ameaças semelhantes às vereadoras negras Carol Dartora, de Curitiba, e Ana Lúcia Martins, de Joinville, por motivação racista. Carol Dartora é a primeira vereadora negra da história da capital paranaense e Ana Lúcia Martins a primeira vereadora negra da história de Joinville. As duas são do Partido dos Trabalhadores (PT).

### Financiamento do terrorismo
Em 2012, Marcelo e Emerson Eduardo Rodrigues foram detidos, acusados de planejar uma chacina de estudantes do curso de ciências sociais da Universidade de Brasília. Marcelo, que é de Brasília, estaria na capital paranaense para receber instruções. Com ele, foi apreendido um mapa de uma chácara em que aconteceria uma festa dos estudantes da Universidade de Brasília. Na conta de Marcelo havia cerca de 500 mil reais, dinheiro supostamente doado por simpatizantes radicais à causa dele. As investigações, à época, apontaram que o recurso serviria para financiar o atentado. Os 500 mil reais encontrados na conta de Marcelo foram rastreados pela Polícia Federal. Os policiais acreditam que a origem do dinheiro possa vir de doações de pessoas que simpatizam com sua ideologia criminosa. Outra linha de investigação para explicar os 500 mil reais é que Marcelo tenha usado seus conhecimentos avançados em informática para fraudar transações bancárias pela internet.

### Coação no curso do processo
Marcelo também ameaçou de morte pela internet o delegado da Polícia Federal Flúvio Cardinelli, do Núcleo de Repressão aos Crimes Cibernéticos, responsável pelas investigações da Operação Intolerância, que prendeu Marcelo e Emerson em 2012.

## Formação acadêmica
Marcelo possui graduação em Ciência da Computação pela Universidade Católica de Brasília. Cursou Direito na Pontifícia Universidade Católica do Paraná, a qual se referia como "uniesquina", e Letras Japonês na Universidade de Brasília, mas não concluiu os cursos.